# Hanna Kiel
Hanna Kiel (geboren 21. April 1898 in Altona; gestorben 7. Juni 1988 in Florenz) war eine deutsche Kunsthistorikerin und Erzählerin.

## Leben
Johanna Kiels Mutter starb bald nach ihrer Geburt, ihr Vater ging 1898 nach Venezuela und blieb dort verschollen, und sie wuchs in den Familien ihrer Großeltern in Bielefeld und in Gütersloh auf. Sie studierte ab 1916 Germanistik und Kunstgeschichte an der Universität München und wurde 1922 bei Fritz Strich mit einer Dissertation über Ludwig Tieck promoviert. Sie kam in Kontakt mit Mitgliedern der Familie Mann und schloss Freundschaft mit Annemarie Schwarzenbach und mit der Bildhauerin Renée Sintenis. Sie wurde 1928 von Georg Kolbe porträtiert. Kiel arbeitete als Lektorin der von Kurt Wolff und Hans Mardersteig herausgegebenen Zeitschrift Genius – Zeitschrift für alte und werdende Kunst.
Ab 1933 lebte sie in Berlin und zog 1939 für ein kunsthistorisches Forschungsprojekt unter dem Titel L’influenza del Germanesimo sul Rinascimento toscano nach Florenz. Sie hielt sich  während des Zweiten Weltkriegs in Italien auf und erlebte die Befreiung durch die Alliierten 1944 in Fiesole. Nach dem Krieg konnte sie in Italien bleiben und wirkte am Kunsthistorischen Institut Florenz und in Bernard Berensons Villa I Tatti in Fiesole als Übersetzerin und Kunsthistorikerin.

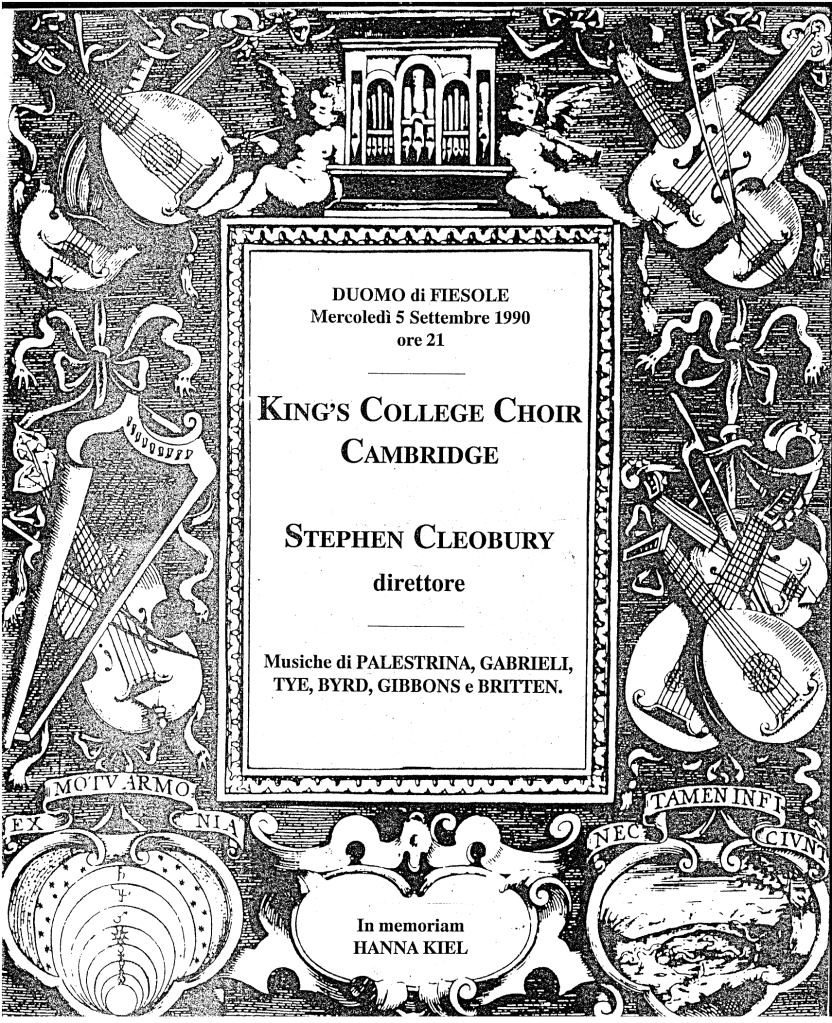
In memoriam (1990)

Kiel verfasste einen Katalog für das Museo del Bigallo und einen Katalog für die Sammlung moderner Gemälde von Thyssen-Bornemisza in Lugano. Hans Heinrich Thyssen-Bornemisza wiederum stiftete ihr zu Ehren eine I Tatti Fellowship an der Harvard University.
Hanna Kiel ist auf dem Cimitero di Fiesole begraben.

## Schriften (Auswahl)
- Ludwig Tieck: Der Runenberg. Mit Zeichnungen von Hanna Kiel. München: Hyperionverlag, 1920
- Ludwig Tieck und das junge Deutschland. München, Univ., Diss., 1922, ms.
- Renée Sintenis. Berlin : Rembrandt-Verlag, 1935
- Wir sind schon drei : Roman. Berlin: Neff, 1936
- Uta von Naumburg : Erzählung. Berlin : Rembrandt-Verlag, 1936
- Siebenstern : Erzählung. Berlin: Neff, 1937
- Aller Tage Abend : Erzählung. Berlin: Propyläen, 1938
- Ein Kranz von Mais : Erzählung. Mit Zeichnungen von Hans Meid. Berlin : Rembrandt-Verlag, 1942
- Bernard Berenson: Die italienischen Maler der Renaissance. Übertragung aus dem Englischen von Robert West in einer vom Autor genehmigten Neufassung von Hanna Kiel. Stuttgart, 1952
- Des Menschen Herrlichkeit : Roman. Berlin : Rembrandt-Verlag, 1960
- (Hrsg.): Italien erzählt. 1962
- Die Sammlung Thyssen-Bornemisza der Modernen Bilder. Castagnola, Ticino : Sammlung Thyssen-Bornemisza, 1974
- La battaglia della collina : Fiesole, una cronaca dell’agosto 1944. A cura di Paolo Paoletti. Firenze : Medicea, 1986
  - Eva-Maria Thüne (Hrsg.): Die Schlacht um den Hügel : eine Chronik aus Fiesole im August 1944. Berlin : AvivA, 2024, ISBN 978-3-949302-23-7